# グレッグ・ケリー
グレッグ・ケリー（Greg Kelly、1956年7月 - ）はアメリカ国籍の実業家、弁護士。前日産自動車代表取締役。

## 経歴
1956年7月に生まれる。1978年にアメリカ合衆国のオーガスタナ大学を卒業し行政学学士取得、1981年にロヨラ大学を卒業し法務博士号を取得。1981年にバーンズ&ソーンバーグ法律事務所の弁護士を経て、1988年北米日産に入社。2012年に日産自動車代表取締役就任。2018年11月、一連のカルロス・ゴーンによる金融商品取引法違反容疑による不正問題でゴーンとともに解任された。

## 略歴
- 1978年（昭和53年）6月 - オーガスターナ大学卒業、行政学学士取得。
- 1981年（昭和56年）6月 - ロヨラ大学法学部卒業、法務博士号取得。
- 1981年（昭和56年）6月 - バーンズ＆サンバーグ法律事務所 弁護士。
- 1988年（昭和63年）3月 - 北米日産会社に入社。法務部シニア・マネージャー、次席弁護士。
- 1993年（平成5年）8月 - 日産自動車人事部ダイレクター。
- 2000年（平成12年）4月 - 日産自動車人事部シニア・ダイレクター。
- 2005年（平成17年）10月 - 日産自動車バイス・プレジデント、人事・組織開発担当。
- 2008年（平成20年）4月 - 日産自動車執行役員。
- 2009年（平成21年）4月 - 日産自動車常務執行役員。
- 2012年（平成24年）6月 - 日産自動車代表取締役、常務執行役員。

## 人物
ケリーは、プロ意識が強く、正々堂々としており、失敗には厳しい対応をする人物であった。カルロス・ゴーンの懐刀として日産米国法人採用担当者から日産自動車の代表取締役にまで上り詰めた。就任後は日産にはほとんど出社せず、自身の牧場経営や日産の資金によるプライベートカンパニーをゴーンと作っていたとされる。ケリーはゴーンへの忠誠ぶりで知られ、ゴーンからは、問題解決などで頼られることがしばしばあった。日本に移った後、CEOオフィス責任者として取締役会議を運営した。また、日本では親しい同僚と飲みに行くこともあった。

## 事件
2018年11月19日、金融商品取引法違反容疑でゴーンとともに東京地検特捜部に逮捕された。ケリーはゴーンの役員報酬50億円を有価証券報告書に記載せず、報酬の隠蔽を主導していたとされる。逮捕後は無罪を主張する他、妻のドナ・ケリーが夫は西川廣人らによるクーデターに巻き込まれたとウォール・ストリート・ジャーナルの動画で訴えるなどした。
2018年12月25日、保釈保証金7000万円を即日納付し保釈された。
アメリカの証券取引委員会と役員報酬の虚偽記載について10万ドルの課徴金を支払うことで和解。
2019年12月31日、ゴーンが日本国外へ密出国。ケリーは日本に残され弁護する者を失う不利な環境となった。2020年3月10日、アメリカ上院議員のロジャー・ウィッカーらが政治情報サイトの論評を通じてケリーの処遇ぶりを批判。日本政府に対して公正な裁判を保証するよう求めた。
2020年、雑誌「文藝春秋」に発表した「西川廣人さんに日産社長の資格はない」により第81回文藝春秋読者賞を受賞。
2022年3月3日、東京地裁は起訴された8年分の役員報酬のうち2017年分のみ有罪とし、懲役6か月・執行猶予3年の判決を言い渡した。被告側と検察の双方が判決を不服として控訴した。2025年2月4日、東京高裁は一審判決を支持し、検察、弁護側双方の控訴を棄却した。弁護側は判決を不服として即日上告した。